# BAR 006
Chronologie des modèles (2004)
BAR 005 BAR 007
La BAR 006 est la monoplace de Formule 1 de l'écurie British American Racing engagée lors de la saison 2004 de Formule 1. Elle est pilotée par Jenson Button et Takuma Satō et le pilote d'essais Anthony Davidson.

## Historique

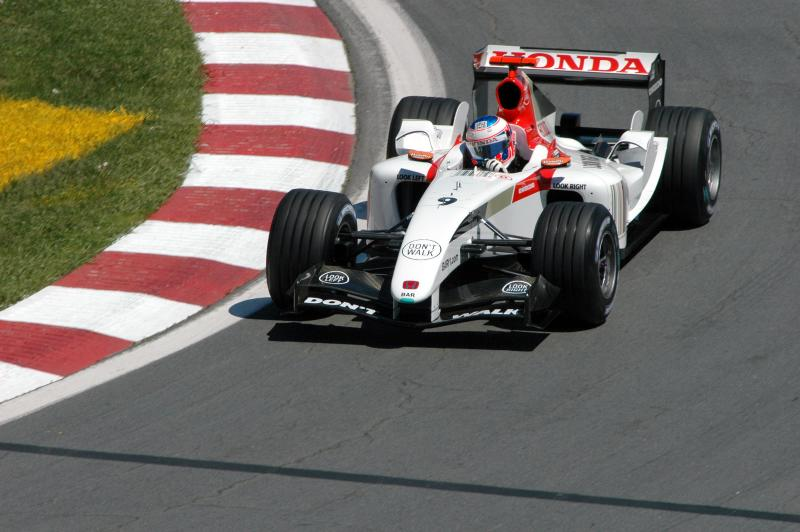
La BAR 006 de Jenson Button au Grand Prix du Canada 2003.

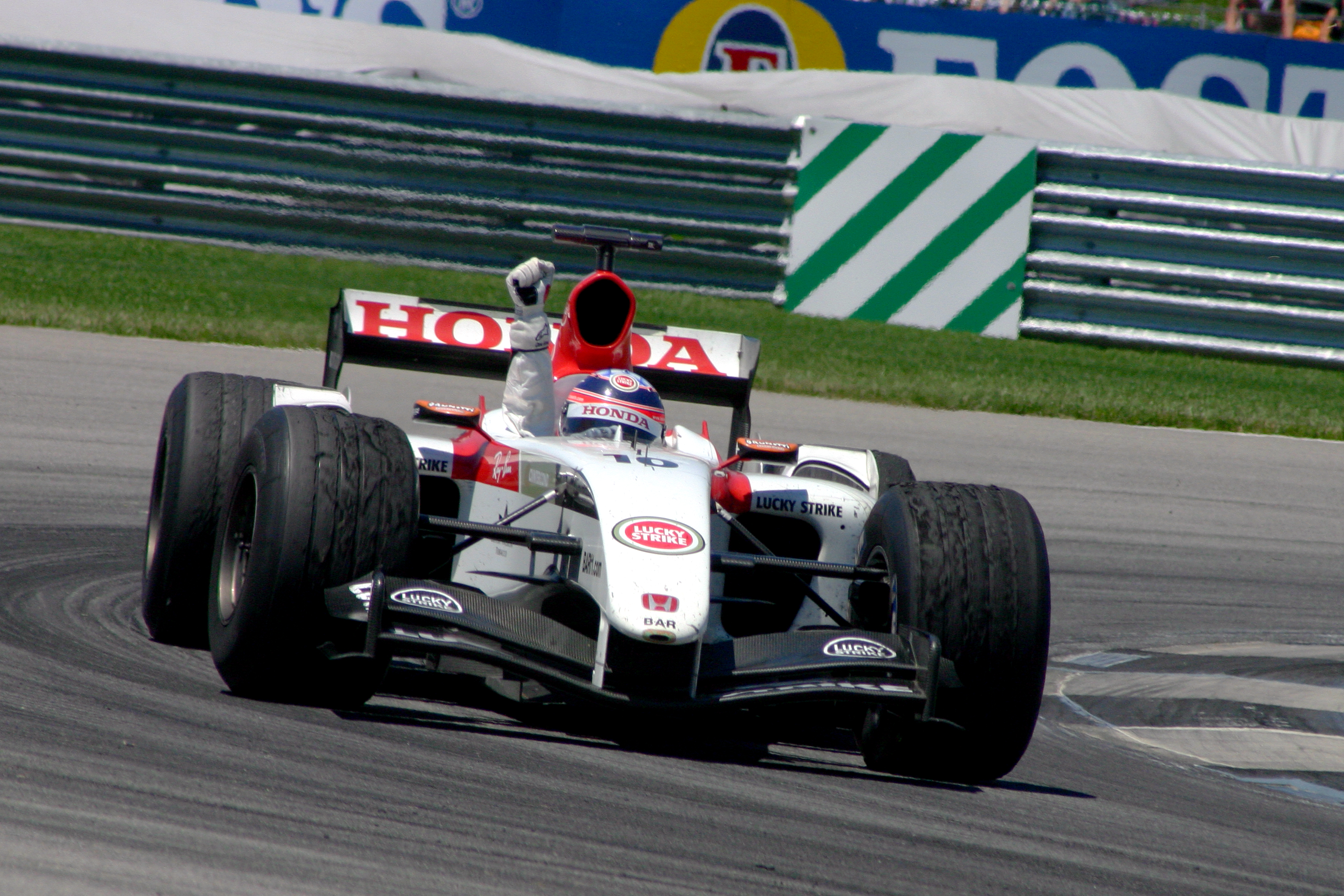
Takuma Sato célébrant son premier podium en Formule 1 lors du Grand Prix des États-Unis 2004.

Depuis sa création en 1999 par le cigarettier British American Tobacco, Craig Pollock (manager de Jacques Villeneuve) et Adrian Reynard, sur les ruines de l'écurie Tyrrell Racing, British American Racing est habituée aux fonds de grille. Toutefois, fin 2003 les BAR prennent épisodiquement la tête  des derniers Grands Prix de la saison et des changements majeurs ont eu lieu : Jacques Villeneuve, membre historique de l'équipe est remplacé par le japonais Takuma Satō et les monoplaces sont désormais chaussées de pneus Michelin et non plus Bridgestone. Durant l'intersaison, les BAR réalisent de bons chronos durant les séances d'essais hivernales, pulvérisant les records de nombreuses pistes, et laissant même planer un doute sur leur conformité au règlement.
Cependant dès l'entame de la saison, les BAR se révèlent très rapides. Satō est cinquième et Button septième de la séance qualificative du Grand Prix d'Australie et la course voit le Britannique arracher la sixième place, trois rangs devant son coéquipier.
Les BAR profitent, de plus, des errements des top teams McLaren-Mercedes et Williams-BMW. Le Grand Prix suivant en Malaisie permet à Button de signer son premier podium, troisième de la course derrière Michael Schumacher et Juan Pablo Montoya. À Bahreïn, Button récidive et à Imola il décroche la première pole position de son écurie avant de terminer deuxième, signant son troisième podium consécutif. À Monaco, il termine deuxième derrière Jarno Trulli échouant à 497 millièmes de seconde après l'avoir harcelé pendant dix tours.
La saison de BAR est une succession de places d'honneur (dix podiums pour Button et un pour Satō), et se conclut par une lutte au coude-à-coude avec Renault F1 Team qui a, pour l'occasion, fait appel à Jacques Villeneuve pour les dernières courses de la saison avec pour enjeu la deuxième place du championnat des constructeurs.
BAR marque 119 points lors de la saison alors qu'elle en a inscrit 70 durant les cinq saisons précédentes et se classe vice-champion du monde des constructeurs. Button, à lui seul, dépasse ce total avec 85 points. L'écurie ne parviendra pas à rendre la BAR 007 aussi compétitive en 2005.

## Changement de livrée
Pour le Grand Prix d'Italie, à l'occasion des Essais libres du vendredi, la monoplace d'Anthony Davidson arbore un effet rayon X faisant faussement apparaître les jambes du pilote. 
Lors du Grand Prix de Chine, le premier dans l'histoire ce pays, BAR décide de modifier sa livrée habituelle rouge et blanche aux couleurs de Lucky Strike. Lors des Essais libres du vendredi, le pilote de réserve Anthony Davidson prend place à bord d'une BAR 006 aux couleurs de 555 (bleu nuit et jaune), marque de cigarettes plus connue en Chine que Lucky Strike,. Pour la course, les deux titulaires porte une combinaison aux couleurs de 555 mais avec la livrée habituelle. Cependant, le logo de Lucky Strike est remplacé par celui de 555 sur la monoplace. 

## BAR 05 Concept Car
Lors de l'intersaison 2004-2005, BAR utilise la 05 concept car, une version modifiée de la 006, comportant notamment une livrée noire et grise, le moteur Honda RA005E de la saison suivante, ainsi que l'extrémité arrière de la future BAR 007. La 05 Concept Car est pilotée par Button et le pilote essayeur de l'écurie, le Brésilien Enrique Bernoldi.

## Résultats en championnat du monde de Formule 1

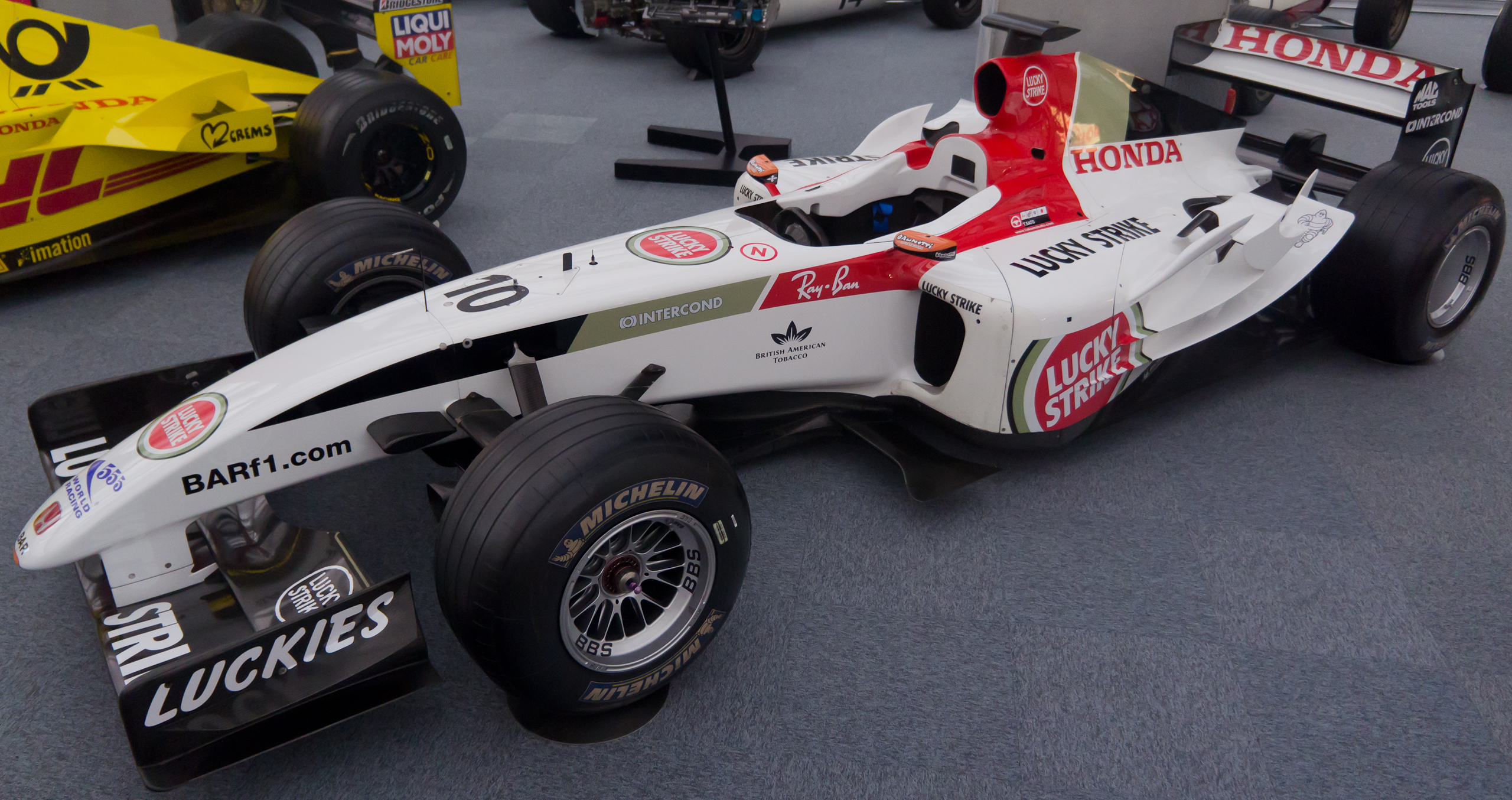
La BAR 006 de Takuma Satō exposée au Honda Collection Hall à Motegi

| Saison | Écurie                 | Moteur           | Pneus    | Pilotes       | Courses | Courses | Courses | Courses | Courses | Courses | Courses | Courses | Courses | Courses | Courses | Courses | Courses | Courses | Courses | Courses | Courses | Courses | Points inscrits | Classement |
| Saison | Écurie                 | Moteur           | Pneus    | Pilotes       | 1       | 2       | 3       | 4       | 5       | 6       | 7       | 8       | 9       | 10      | 11      | 12      | 13      | 14      | 15      | 16      | 17      | 18      | Points inscrits | Classement |
| ------ | ---------------------- | ---------------- | -------- | ------------- | ------- | ------- | ------- | ------- | ------- | ------- | ------- | ------- | ------- | ------- | ------- | ------- | ------- | ------- | ------- | ------- | ------- | ------- | --------------- | ---------- |
| 2004   | Lucky Strike BAR Honda | Honda V10 RA004E | Michelin |               | AUS     | MAL     | BAH     | SMR     | ESP     | MON     | EUR     | CAN     | USA     | FRA     | GBR     | ALL     | HON     | BEL     | ITA     | CHI     | JAP     | BRÉ     | 119             | 2e         |
| 2004   | Lucky Strike BAR Honda | Honda V10 RA004E | Michelin | Jenson Button | 6e      | 3e      | 3e      | 2e      | 8e      | 2e      | 3e      | 3e      | Abd     | 5e      | 4e      | 2e      | 5e      | Abd     | 3e      | 2e      | 3e      | Abd     | 119             | 2e         |
| 2004   | Lucky Strike BAR Honda | Honda V10 RA004E | Michelin | Takuma Satō   | 9e      | 15e     | 5e      | 16e     | 5e      | Abd     | Abd     | Abd     | 3e      | Abd     | 11e     | 8e      | 6e      | Abd     | 4e      | 6e      | 4e      | 6e      | 119             | 2e         |

Légende : ici 